# Lastanosa
Lastanosa es un pueblo aragonés en la comarca de los Monegros, provincia de Huesca, que forma parte del término municipal de Sariñena. En 2018 contaba con 32 habitantes.

## Historia
Según Agustín Ubieto Arteta, la primera referencia a pueblo es de 1056, recogida en la obra de Eduardo Ibarra y Rodríguez Documentos correspondiente al reinado de Ramiro I (1034-1063), en Colección de documentos prepara lo estudio de la Historia de Aragón, I (Zaragoza, 1904), donde se documentan las variantes Lastonosa y Lastanosa.

## Geografía humana

### Demografía
| Gráfica de evolución demográfica de Lastanosa entre 1842 y 1970 |
| |
| Población de derecho según los censos de población del INE Población de hecho según los censos de población del INEEntre el censo de 1981 y el anterior, este municipio desaparece porque se integra en el municipio 22213 (Sariñena) |